# 連坊駅
連坊駅（れんぼうえき）は、宮城県仙台市若林区連坊二丁目に位置する仙台市地下鉄東西線の駅。駅番号はT09。副駅名は「仙台一高前」。

## 歴史
- 2000年（平成12年）10月 - 駅名（仮称）を公表。
- 2006年（平成18年） - 着工。
- 2013年（平成25年）12月24日 - 駅名を正式発表。
- 2015年（平成27年）12月6日  - 開業。

## 駅構造
北東の東1出入口に駐輪場が隣接する。ホームは地下2階にある。

### のりば
| 1 | ■ 東西線 |  | 荒井方面                 |  |
| 2 | ■ 東西線 |  | 仙台・八木山動物公園方面 |  |

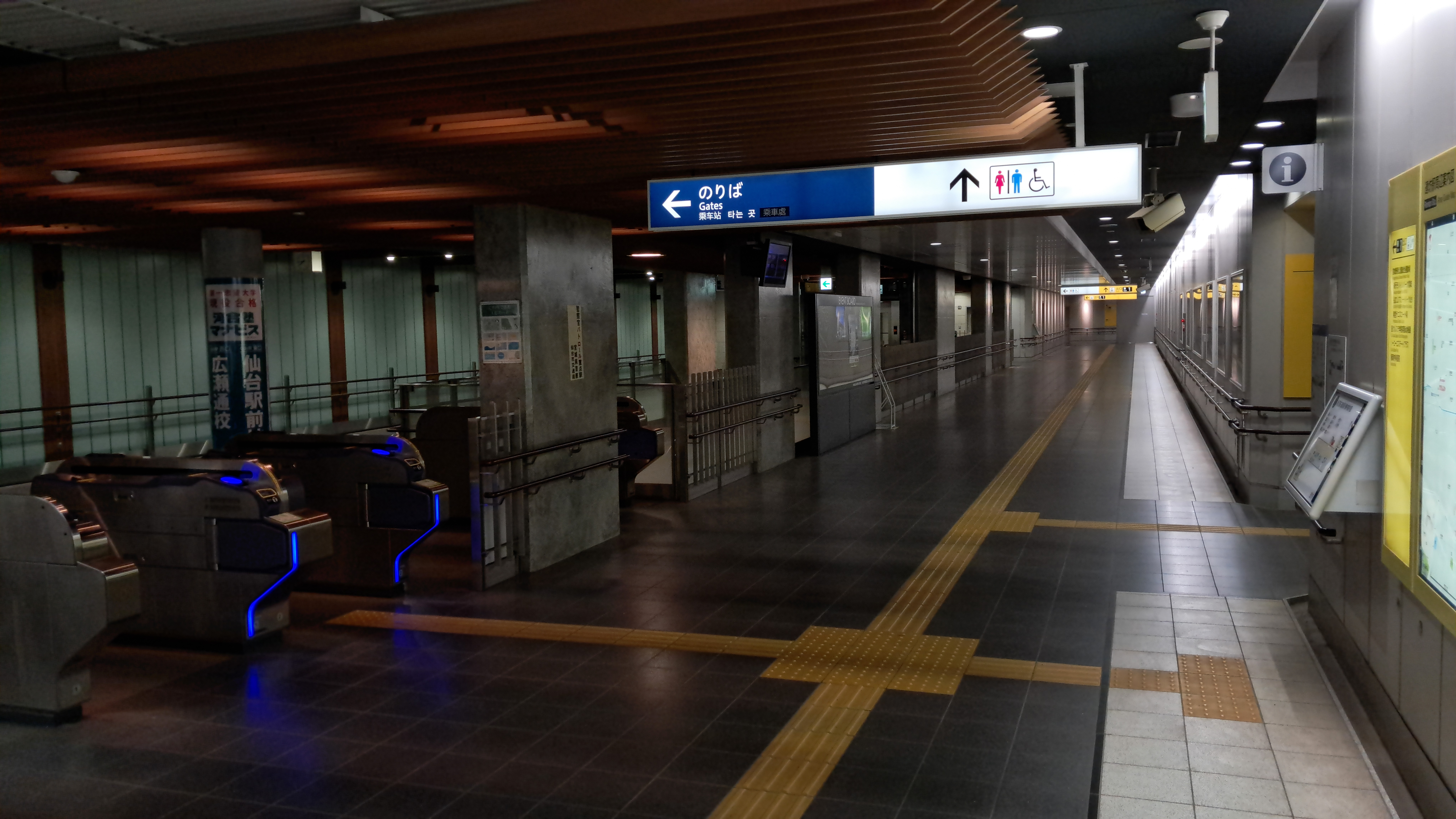
改札口（2024年4月）
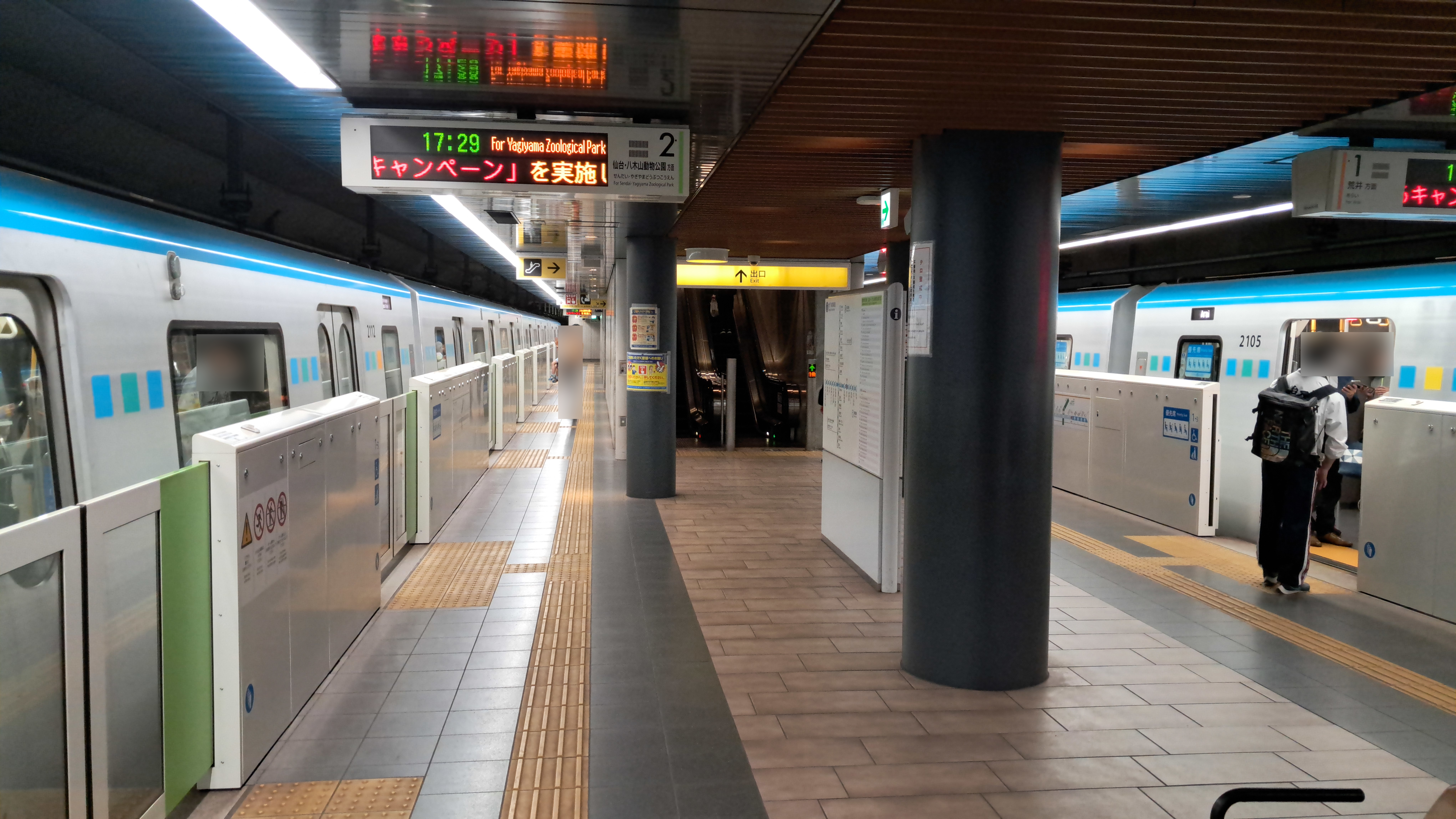
ホーム（2024年5月）

## 出口案内
西1、東1の計2か所。
西1出口
- 仙台第一高等学校
- 仙台二華中学校・高等学校
- 仙台市立連坊小路小学校
- 成覚寺
- 泰心院

東1出口
- 宮城野原公園総合運動場
  - 楽天モバイルパーク宮城
  - 弘進ゴム アスリートパーク仙台
  - 県営テニスコート場

## 利用状況
| 乗車人員推移 | 乗車人員推移     |
| 年度         | 一日平均乗車人員 |
| ------------ | ---------------- |
| 2015         | 2,464            |
| 2016         | 2,930            |
| 2017         | 3,356            |
| 2018         | 3,611            |
| 2019         | 3,813            |
| 2020         | 3,301            |
| 2021         | 3,639            |
| 2022         | 3,936            |
| 2023         | 4,151            |

- 2023年度（令和5年度）
  - 1日平均乗車人数：4,151人[2]

一日平均乗車人員（単位：人/日）

### 備考
- 開業時の一日平均乗車人員は2,503人を見込んでいた。

## 駅周辺
東西線の工事に並行して、当駅付近の都市計画道路・狐小路尼寺線を整備した。東西線開業前日に開通し、道路交通の便も改善した。
- 宮城県仙台第一高等学校
- 宮城県仙台二華中学校・高等学校
- 仙台市立連坊小路小学校
- 聖ウルスラ学院木ノ下キャンパス
- 連坊商店街
- 仙台連坊郵便局
- 宮城野原公園総合運動場 - 楽天生命パーク宮城 など

### バス停留所
- 連坊駅・仙台一高前：【仙台市営バス】[320]薬師堂駅、[X320]大和町・霞の目営業所（薬師堂駅経由）、[J320]交通局東北大学病院（広瀬通駅・定禅寺通市役所経由）

## 駅名の由来
連坊駅が設置される道路は「連坊小路」とも呼ばれており、現地の地名にもなっている。「連坊」は陸奥国分寺が隆盛であった頃に、門前のこの小路に沿って24の塔頭（坊）が連なっていたことに由来する。

## 隣の駅
仙台市地下鉄
■東西線
宮城野通駅 (T08) - 連坊駅 (T09) - 薬師堂駅 (T10)